# Сриједска
Сриједска је насељено место у саставу општине Иванска у Бјеловарско-билогорској жупанији, Република Хрватска.

## Историја
Почетком 20. века село Сриједска је парохијска филијала, православне парохије у Нарти.
Православни храм посвећен Успењу Пресвете Богородице подигнут је још 1722. године. Иконостас је осликан 1769. године.
Основна школа у месту је 1905. године комуналног карактера. У једно школско здање долази 30 ученика за редовну наставу и још 18 за пофторну. Учитељ је тада Станислав Милић, са статусом сталан.
До територијалне реорганизације у Хрватској налазила се у саставу старе општине Чазма.

## Становништво
На попису становништва 2011. године, Сриједска је имала 305 становника.

## Попис1991.
На попису становништва 1991. године, насељено место Сриједска је имало 360 становника, следећег националног састава:
| Попис 1991.‍  | Попис 1991.‍  | Попис 1991.‍ | Попис 1991.‍ | Попис 1991.‍ |
| ------------ | ------------ | ----------- | ----------- | ----------- |
|              |              |             |             |             |
| Хрвати       | Хрвати       |             | 244         | 67,77%      |
| Срби         | Срби         |             | 109         | 30,27%      |
| Југословени  | Југословени  |             | 3           | 0,83%       |
| неопредељени | неопредељени |             | 3           | 0,83%       |
| непознато    | непознато    |             | 1           | 0,27%       |
| укупно: 360  |              |             |             |             |